# 스트로보 효과

스트로보 효과란 시각적 현상의 일종인데, 짧은 샘플의 연속에 의해 반복적인 움직임이 나타날 때 일어나는 에일리어싱 때문에 발생한다. 짧은 장면의 연속에 의해 움직이는 물체의 모습이 나타날 때 그리고 움직이는 물체가 샘플링 레이트에 가깝게 회전하거나 어떠한 주기적인 움직임을 띌 때 스트로보 효과가 발생한다. 이것으로 영상에서 마차에 달린 바퀴가 뒤로 돌아가는 것처럼 보인다는 이른바 “마차 바퀴 현상”을 설명할 수도 있다.
strobe fountain(섬광등에 의해 비춰지는 일정한 간격으로 물방울의 흐름)이 스트로보 효과가 회전하지 않고 주기적인 운동을 하는 것에 적용된 예시이다. 이것은 일반적인 빛 아래에서는 평범한 분수지만, 물방울이 떨어지는 주기에 주파수가 맞춰진 섬광등 아래에서는 물방울이 마치 공중에 정지한 것처럼 보인다. 주파수를 조절함으로써 물방울이 천천히 위로 올라가거나 아래로 내려가게 보이게 할 수도 있다.

## 설명
스트로보스코프가 기계적 분석에서 쓰인다고 가정해보자. 이것은 조절할 수 있는 섬광등일 것이다. 예를 들자면, 초당 60번 회전하는 물체가 있다고 하자. 초당 60번 섬광을 내뿜는 장치에 의해 비춰졌을 때, 각각의 섬광은 물체가 회전하는 중 같은 모습을 조명하게 되고, 물체는 움직이지 않는 것처럼 보이게 된다. 초당 60번의 주파수 일 때, 시각잔상효과는 연달아 이어지는 빛들을 연결시키고, 인지되는 이미지는 연속적이게 된다.
만약 똑같이 회전하는 물체가 초당 61번의 섬광에 의해 보인다면, 각각의 섬광은 회전하는 물체의 약간 이전의 부분을 조명할 것이다. 61개의 섬광은 물체가 같은 위치로 오기 전에 발생할 것이며, 이미지의 연속은 마치 뒤로 회전하는 것처럼 인지될 것이다.
섬광이 초당 59개일 때에도 같은 효과가 나타난다. 단, 이때에는 각각의 섬광이 회전하는 물체의 약간 이후의 부분을 조명하고 물체는 앞으로 회전하는 것처럼 보이게 된다.
영화의 경우, 정적인 이미지들의 연속으로 이루어져 있으므로, 마찬가지로 스트로보효과가 나타날 수 있다.

## 같이 보기
- 깜박임 융합 한계값